# Питання еквівалентності маси та енергії
Ця стаття включає опис терміна «E=mc2»; див. також інші значення.

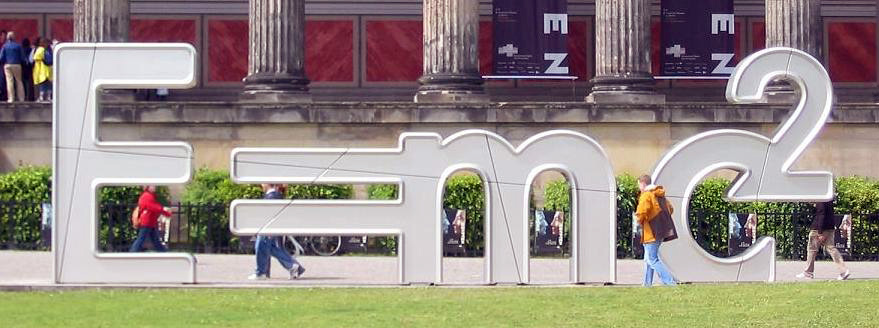
4-метрова скульптура формули Альберта Ейнштейна в Берліні, Німеччина

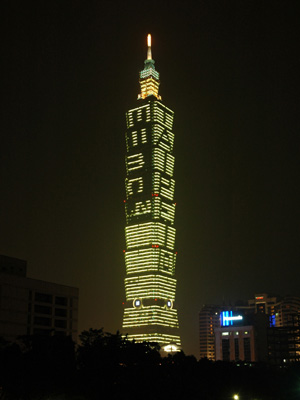
Формула на хмарочосі Тайпей 101 під час одного із заходів Всесвітнього року фізики (2005)

Еквівале́нтність ма́си та ене́ргії — фізична концепція в рамках теорії відносності, згідно з якою енергія фізичного об'єкта (фізичної системи) дорівнює його (її) масі, помноженій на квадрат швидкості світла у вакуумі:
{\displaystyle \ E=mc^{2},}
де {\displaystyle E} — енергія об'єкта, {\displaystyle m} — його маса, {\displaystyle c} — швидкість світла у вакуумі, що дорівнює 299 792 458 м/с.
Залежно від того, що розуміють під термінами «маса» та «енергія», дану концепцію може бути інтерпретовано двозначно:
- З одного боку, концепція означає, що інваріантна маса тіла (так звана маса спокою) дорівнює (з точністю до множника {\displaystyle \ c^{2}}) енергії, укладеної в ньому, (так званої енергії спокою, тобто в широкому сенсі внутрішньої енергії цього тіла)[1],

{\displaystyle E_{0}=mc^{2},}
де {\displaystyle E_{0}} — енергія спокою тіла, {\displaystyle m} — його інваріантна маса;
- З іншого боку, можна стверджувати, що будь-якого виду енергії (не обов'язково внутрішньої) фізичного об'єкта (не обов'язково тіла) відповідає певна маса; наприклад, було введено поняття релятивістської маси, що дорівнює (з точністю до множника {\displaystyle \ c^{2}}) повній (включаючи кінетичну) енергії рухомого об'єкту[2],

{\displaystyle \ E=m_{rel}c^{2},}
де {\displaystyle E} — повна енергія об'єкта, {\displaystyle m_{rel}} — його релятивістська маса.
Перша інтерпретація не є окремим випадком другої, тому що, хоча енергія спокою є окремим випадком енергії, інваріантна маса не є окремим випадком релятивістської, це дві різні фізичні величини.
У сучасній теоретичній фізиці концепцію еквівалентності маси і енергії зазвичай використовується в першому сенсі. Головною причиною, чому приписування маси будь-якого виду енергії вважається невдалим, є наступна з цього повна синонімічність понять маси і енергії. Крім того, неакуратне використання такого принципу може заплутувати і в кінцевому підсумку не є виправданим. Таким чином, у даний час термін «релятивістська маса» у професійній літературі практично не зустрічається, а коли йдеться про масу, мається на увазі інваріантна маса. У той же час термін «релятивістська маса» використовується для якісних міркувань у прикладних питаннях, а також в освітньому процесі та в науково-популярній літературі. При цьому під цим терміном розуміється збільшення інертних властивостей рухомого тіла.
У найуніверсальнішій формі принцип був сформульований вперше Альбертом Ейнштейном у 1905 році, однак уявлення про зв'язок енергії та інертних властивостей тіла розвивалися і в більш ранніх роботах інших дослідників.
У сучасній культурі формула {\displaystyle E=mc^{2}} є чи не найвідомішою з усіх фізичних формул, що обумовлюється її зв'язком з атомною зброєю. Крім того, саме ця формула є символом теорії відносності і широко використовується популяризаторами науки.

## Енергія спокою
Історично поняття енергії спокою вперше було сформульовано при побудові спеціальної теорії відносності Альбертом Ейнштейном. Ним було показано, що для частинки, що вільно рухається, а також вільного тіла і взагалі будь-якої замкнутої системи частинок, виконуються наступні співвідношення:
{\displaystyle \ E^{2}-{\vec {p}}^{\,2}c^{2}=m^{2}c^{4}\qquad {\vec {p}}={\frac {E{\vec {v}}}{c^{2}}},}
де {\displaystyle E}, {\displaystyle {\vec {p}}}, {\displaystyle {\vec {v}}}, {\displaystyle m} — енергія, імпульс, швидкість і маса частинки відповідно, {\displaystyle c} — швидкість світла у вакуумі. З цих виразів видно, що у релятивістській механіці, навіть коли швидкість і імпульс тіла дорівнюють нулю, його енергія у нуль не обертається, залишаючись рівною деякій величині, яка визначається масою тіла:
{\displaystyle E_{0}=mc^{2}.}
Ця величина зветься енергія спокою. На підставі цього факту, Ейнштейном було зроблено висновок, що маса тіла є однією з форм енергії, і тим самим, що закони збереження маси і енергії поєднані одним законом збереження.
Енергія та імпульс тіла є компонентами 4-вектора енергії-імпульсу (4-імпульсу) (енергія — часовий, імпульс — просторові компоненти), і відповідним чином перетворюються при переході з однієї системи відліку в іншу, а маса тіла є лоренц-інваріантом, залишаючись при переході в інші системи відліку сталою, і маючи сенс модуля вектора чотирихімпульсу.
Слід також зазначити, що попри те, що енергія і імпульс частинок адитивні, тобто для системи часток маємо:
| {\displaystyle \ E=\sum _{i}E_{i}\qquad {\vec {p}}=\sum _{i}{\vec {p}}_{i}} | (1) |

маса частинок адитивною не є. Тобто маса системи частинок, у загальному випадку, не дорівнює сумі мас часток, що її складають.
Таким чином, енергія (неінваріантна, адитивна, часова компонента чотириімпульсу) і маса (інваріантна, неадитивний модуль чотирихімпульсу), це дві різні фізичні величини.
4-імпульс дорівнює добутку інваріантної маси на 4-швидкість тіла.
{\displaystyle p^{\mu }=m\,U^{\mu }\!,}
Це співвідношення слід вважати аналогом у спеціальній теорії відносності класичного визначення імпульсу через масу і швидкість.

## Поняття релятивістської маси
Після того, як Ейнштейн запропонував принцип еквівалентності маси і енергії, стало очевидно, що поняття маси може інтерпретуватися неоднозначно. З одного боку, це інваріантна маса, яка фігурує у класичній фізиці, з іншого — можна ввести так звану релятивістську масу еквівалентну повній (включаючи кінетичну) енергії фізичного об'єкта:
{\displaystyle m_{\mathrm {rel} }={\frac {E}{c^{2}}},}.
де {\displaystyle m_{\mathrm {rel} }} — релятивістська маса, {\displaystyle E} — повна енергія об'єкта.
Для масивного об'єкта (тіла) ці дві маси пов'язані між собою співвідношенням:
{\displaystyle m_{\mathrm {rel} }={\frac {m}{\sqrt {1-{\frac {v^{2}}{c^{2}}}}}},}
де {\displaystyle m} — інваріантна («класична») маса, {\displaystyle v} — швидкість тіла.
Енергія і релятивістська маса, це одна, і та ж, фізична величина (неінваріантна, адитивна, тимчасова компонента чотирьохімпульсу).
Еквівалентність релятивістської маси й енергії означає, що у всіх системах відліку, енергія фізичного об'єкта (з точністю до множника {\displaystyle \!c^{2}}) дорівнює його релятивістській масі.
Введена таким чином релятивістська маса є коєфіцієнтом пропорційності між тривимірним («класичним») імпульсом і швидкістю тіла:
{\displaystyle {\vec {p}}=m_{\mathrm {rel} }{\vec {v}}.}
Аналогічне співвідношення виконується в класичній фізиці для інваріантної маси, що також наводиться як аргумент на користь введення поняття релятивістської маси. Це в подальшому призвело до тези, що маса тіла залежить від швидкості його руху.
У процесі створення теорії відносності обговорювалися поняття поздовжньої і поперечної маси масивної частинки (тіла). Нехай сила, що діє на тіло, дорівнює швидкості зміни релятивістського імпульсу. Тоді зв'язок сили {\displaystyle {\vec {F}}} і прискорення {\displaystyle {\vec {a}}=d{\vec {v}}/dt} істотно змінюється у порівнянні з класичною механікою:
{\displaystyle {\vec {F}}={\frac {d{\vec {p}}}{dt}}={\frac {m{\vec {a}}}{\sqrt {1-v^{2}/c^{2}}}}+{\frac {m{\vec {v}}\cdot ({\vec {v}}{\vec {a}})/c^{2}}{(1-v^{2}/c^{2})^{3/2}}}.}
Якщо швидкість перпендикулярна силі, то {\displaystyle {\vec {F}}=m\gamma {\vec {a}},}
а якщо паралельна, то {\displaystyle {\vec {F}}=m\gamma ^{3}{\vec {a}},} де {\displaystyle \gamma =1/{\sqrt {1-v^{2}/c^{2}}}} — релятивістський фактор. Тому {\displaystyle m\gamma =m_{\mathrm {rel} }} називають поздовжньою масою, а {\displaystyle m\gamma ^{3}} — поперечною
Твердження про те, що маса залежить від швидкості, увійшло у багато навчальні курсів і у силу своєї парадоксальності набуло широкої популярності серед неспеціалістів. Проте у сучасній фізиці уникають використовувати термін «релятивістська маса», використовуючи замість нього поняття енергії, а під терміном «маса» розуміючи інваріантну масу (масу спокою). Зокрема, виділяються такі недоліки введення терміна «релятивістська маса»:
- Неінваріантність релятивістської маси щодо перетворень Лоренца;
- Синонімічність понять енергія і релятивістська маса, і, як наслідок, надмірність введення нового терміна;
- Наявність різних за величиною поздовжньої і поперечної релятивістських мас і неможливість однакового запису аналога другого закону Ньютона у вигляді.

{\displaystyle m_{\mathrm {rel} }{\frac {d{\vec {v}}}{dt}}={\vec {F}};}
- Методологічні складності викладання спеціальної теорії відносності, наявність спеціальних правил, коли і як слід користуватися поняттям «релятивістська маса», щоб уникнути помилок;
- Плутанина у термінах «маса», «маса спокою» і «релятивістська маса»: частина джерел просто масою називають одне, частина — інше.

Незважаючи на зазначені недоліки, поняття релятивістської маси використовується і в навчальній, і в науковій літературі. Слід, зазначити, що у наукових статтях поняття релятивістської маси використовується здебільшого тільки при якісних міркуваннях як синонім збільшення інертності частинки, що рухається зі швидкістю, близькою до швидкості світла.

## Гравітаційна взаємодія
У класичній фізиці гравітаційна взаємодія описується законом всесвітнього тяжіння Ньютона, і його величина визначається гравітаційною масою тіла, яка з високим ступенем точності дорівнює за величиною інертній масі, про яку йшла мова вище, що дозволяє говорити про просто масу тіла.
У релятивістській фізиці гравітація підпорядковується законам загальної теорії відносності, в основі якої лежить принцип еквівалентності, що полягає у невідмінності явищ, які відбуваються локально в гравітаційному полі, від аналогічних явищ в неінерційній системі відліку, що рухається з прискоренням, яке рівне прискоренню вільного падіння у гравітаційному полі. Можна показати, що даний принцип еквівалентний твердженням про рівність інертної і гравітаційної мас.
У загальній теорії відносності енергія відіграє ту ж роль, що і гравітаційна маса у класичній теорії. Величина гравітаційної взаємодії у цій теорії визначається так званим тензором енергії-імпульсу, що є узагальненням поняття енергії.
У простому випадку точкової частинки у центрально-симетричному гравітаційному полі об'єкта, маса якого багато більше маси частинки, сила, що діє на частинку, визначається виразом:
{\displaystyle {\vec {F}}=-GM{\frac {E}{c^{2}}}{\frac {(1+\beta ^{2}){\vec {r}}-({\vec {r}}{\vec {\beta }}){\vec {\beta }}}{r^{3}}}}
де G — гравітаційна стала, M — маса важкого об'єкта, E — повна енергія частинки, {\displaystyle \beta =v/c,} v — швидкість частинки, {\displaystyle {\vec {r}}} — радіус-вектор, що проведено з центру важкого об'єкта у точку знаходження частинки. З цього виразу видно головну особливість гравітаційної взаємодії у релятивістському випадку у порівнянні з класичною фізикою: воно залежить не тільки від маси частинки, але й від величини та напрямку її швидкості. Остання обставина, зокрема, не дозволяє ввести однозначним чином якусь ефективну гравітаційну релятивістську масу, яка б зводила закон тяжіння до класичного виду.

## Граничний випадок безмасової частки
Важливим граничним випадком є випадок частки, маса якої дорівнює нулю. Прикладом такої частки є фотон — частка-носій електромагнітної взаємодії. З наведених вище формул випливає, що для такої частки справедливі наступні співвідношення:
{\displaystyle E=pc,\qquad v=c.}
Таким чином, частка з нульовою масою незалежно від своєї енергії завжди рухається зі швидкістю світла. Для безмасових часток введення поняття «релятивістської маси» в особливій мірі не має сенсу, оскільки, наприклад, при наявності сили у поздовжньому напрямку швидкість частинки постійна, а прискорення, отже, дорівнює нулю, що вимагає нескінченної за величиною ефективної маси тіла. У той же час, наявність поперечної сили призводить до зміни напрямку швидкості, і, отже, «поперечна маса» фотона має скінченну величину.
Аналогічно безглуздо для фотона вводити ефективну гравітаційну масу. У разі центрально-симетричного поля, розглянутого вище, для фотона, що падає вертикально вниз, вона дорівнюватиме {\displaystyle E/c^{2}}, а для фотона, що летить перпендикулярно напрямку на гравітаційний центр, — {\displaystyle 2E/c^{2}}.

## Практичне значення

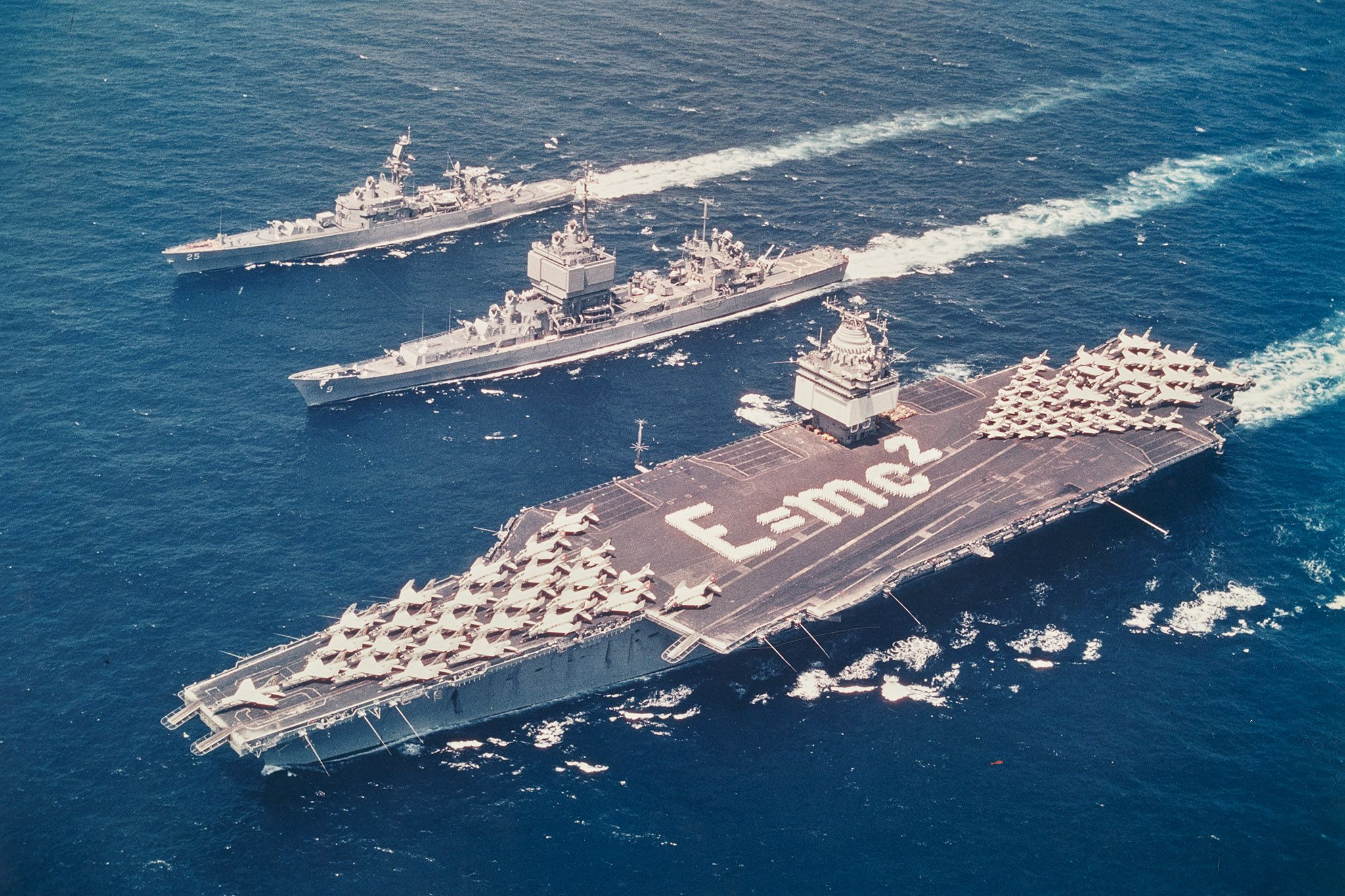
Формула на палубі першого авіаносця з ядерною силовою установкою USS Enterprise 31 липня 1964

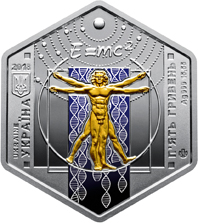
Формула на пам'ятній монеті НБУ

Отримана Альбертом Ейнштейном еквівалентність маси тіла до енергії, що була запасена у тілі, стала одним з головних практично важливих результатів спеціальної теорії відносності. Співвідношення {\displaystyle E_{0}=mc^{2}} показало, що у речовині закладені величезні (завдяки квадрату швидкості світла) запаси енергії, які можуть бути використані у енергетиці і військових технологіях.

### Кількісні співвідношення між масою і енергією
У міжнародній системі одиниць SI відношення енергії і маси E/m виражається у джоулях на кілограм, і воно чисельно дорівнює квадрату значення швидкості світла c у метрах за секунду):
E / m = c² = (299 792 458 м/с)² = 89 875 517 873 681 764 Дж/кг (≈9,0× 1016 джоулів на кілограм).
Таким чином, 1 грам маси еквівалентний наступним значенням енергії:
- 89,9 тераджоулів (89,9 ТДж)
- 25,0 мільйонів кіловат-годин (25 ГВт·год),
- 21 500 000 000 кілокалорій (≈ 21 Ткав),
- 21,5 кілотонн у тротиловому еквіваленті (≈21 кт).

У ядерній фізиці часто застосовується значення відношення енергії та маси, виражене у мегаелектронвольтах на атомну одиницю маси — ≈931,494 МеВ/а.о.м.

### Приклади взаємоперетворення енергії спокою і кінетичній енергії
Енергія спокою здатна переходити у кінетичну енергію частинок у результаті ядерних та хімічних реакцій, якщо у них маса речовини, що вступила у реакцію, більше маси речовини після реакції. Прикладами таких реакцій є:
- Анігіляція пари частинка-античастинка з утворенням двох фотонів. Наприклад, при анігіляції електрона та позитрона утворюється два гамма-кванти, і енергія спокою пари повністю переходить в енергію фотонів:

{\displaystyle e^{-}+e^{+}\rightarrow 2\gamma .}
- Термоядерна реакція синтезу атому гелію з протонів і електронів, у якій різниця мас гелію і протонів перетворюється у кінетичну енергію гелію і енергію електронних нейтрино

{\displaystyle 2e^{-}+4p^{+}\rightarrow {}_{2}^{4}\mathrm {He} +2\nu _{e}+E_{\mathrm {kin} }.}
- Реакція поділу ядра урану-235 при зіткненні з повільним нейтроном. При цьому ядро ділиться на дві частини з меншою сумарною масою з випусканням двох або трьох нейтронів і звільненням енергії близько 200 МеВ, що становить близько 1 відсотка від маси атома урану. Приклад такої реакції:

{\displaystyle {}_{92}^{235}\mathrm {U} +{}_{0}^{1}n\rightarrow {}_{36}^{93}\mathrm {Kr} +{}_{56}^{140}\mathrm {Ba} +3~{}_{0}^{1}n.}
- Реакція горіння метану:

{\displaystyle \mathrm {CH} _{4}+2\mathrm {O} _{2}\rightarrow \mathrm {CO} _{2}+2\mathrm {H} _{2}\mathrm {O} .}
У цій реакції виділяється близько 35,6 МДж теплової енергії на кубічний метр метану, що становить близько 10−10 від його енергії спокою. Таким чином, у хімічних реакціях перетворення енергії спокою у кінетичну енергію значно нижче, ніж у ядерних.
Важливо відзначити, що у практичних застосуваннях перетворення енергії спокою у енергію випромінювання рідко відбувається зі стовідсотковою ефективністю. Теоретично досконалим перетворенням було б зіткнення матерії з антиматерією, однак у більшості випадків замість випромінювання виникають побічні продукти і внаслідок цього тільки дуже мала кількість енергії спокою перетворюється в енергію випромінювання.
Існують також зворотні процеси, що збільшують енергію спокою, а отже і масу. Наприклад, при нагріванні тіла збільшується його внутрішня енергія, у результаті чого зростає маса тіла. Інший приклад — зіткнення частинок. У подібних реакціях можуть народжуватися нові частинки, маси яких істотно більше, ніж у вихідних. «Джерелом» маси таких частинок є кінетична енергія зіткнення.

## Історія і питання пріоритету

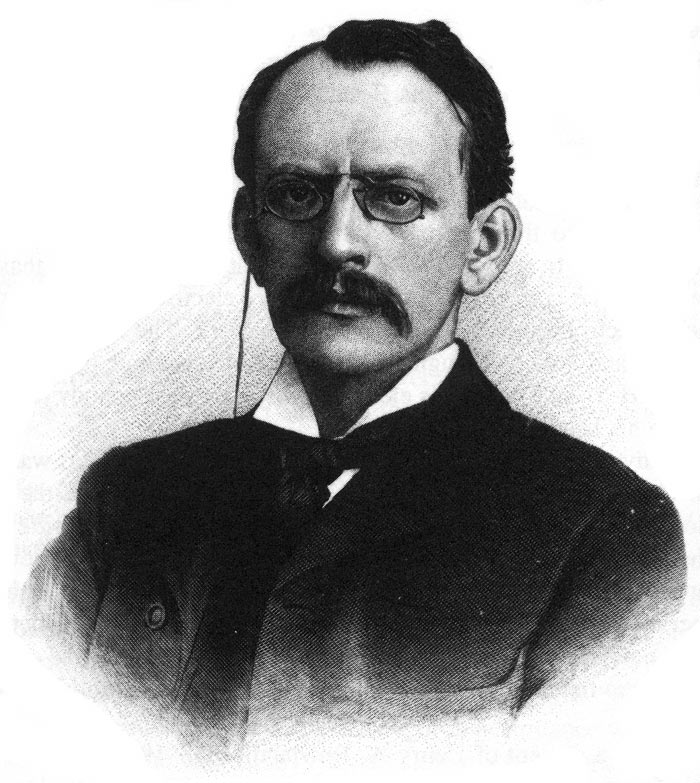
Джозеф Джон Томсон першим спробував пов'язати енергію і масу

Уявлення про масу, що залежить від швидкості, і про зв'язок між масою і енергією почало формуватися ще до появи спеціальної теорії відносності. Зокрема, у спробах узгодити рівняння Максвелла з рівняннями класичної механіки деякі ідеї були висунуті у статтях Миколи Умова, Дж. Дж. Томсона, Олівера Гевісайда, Роберта Сирла, Макса Абрагама, Гендріка Лоренца та Анрі Пуанкаре. Однак тільки у Альберта Ейнштейна ця залежність універсальна, не пов'язана з ефіром і не обмежена електродинамікою.
Вважається, що вперше спроба пов'язати масу й енергію була зроблена в роботі Дж. Дж. Томсона, що з'явилася у 1881 році. Томсон у своїй роботі вводить поняття електромагнітної маси, називаючи так внесок, що привносить в інертну масу зарядженого тіла електромагнітне поле, що створюється цим тілом.
Ідея наявності інерції у електромагнітного поля присутня також і в роботі Гевісайда, що вийшла в 1889 році. Виявлені у 1949 році чернетки його рукописів вказують на те, що десь у цей же час, розглядаючи задачу про поглинання і випромінювання світла, він отримує співвідношення між масою і енергією тіла у вигляді {\displaystyle E=mc^{2}}.
У 1900 році Анрі Пуанкаре опублікував роботу, у якій прийшов до висновку, що світло як переносник енергії повинне мати масу, яка визначається виразом {\displaystyle E/v^{2},} де E — енергія, яку переносить світло, v — швидкість переносу.

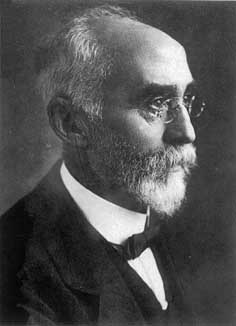
Гендрік Антон Лоренц вказував на залежність маси тіла від його швидкості

У роботах Макса Абрагама (1902 рік) і Гендріка Лоренца (1904 рік) було вперше встановлено, що для рухомого тіла не можна ввести єдиний коефіцієнт пропорційності між його прискоренням і силою, що діє на нього. Ними були введені поняття поздовжньої і поперечної мас. Ці поняття за допомогою другого закону Ньютона застосовувались для опису динаміки частки, що рухається зі швидкістю близької до швидкості світла. Так, Лоренц у своїй роботі писав:
| Отже, у процесах, при яких виникає прискорення у напрямку руху, електрон поводиться так, ніби він має масу {\displaystyle m_{1},} а при прискоренні у напрямку, перпендикулярному до руху, як ніби володіє масою {\displaystyle m_{2}.} Величинам {\displaystyle m_{1}} і {\displaystyle m_{2}} тому зручно дати назви «поздовжньої» і «поперечної» електромагнітних мас. Оригінальний текст (англ.) Hence, in phenomena in which there is an acceleration in the direction of motion, the electron behaves as if it had a mass {\displaystyle m_{1}}, those in which the acceleration is normal to the path, as if the mass were {\displaystyle m_{2}}. These quantities {\displaystyle m_{1}} and {\displaystyle m_{2}} may therefore properly be called the "longitudinal" and "transverse" electromagnetic masses of the electron |

Експериментально залежність інертних властивостей тіл від їх швидкості була продемонстрована на початку XX століття у роботах Вальтера Кауфмана (1902 рік) і Альфреда Бухерера (1908 рік).
У 1904–1905 роках Фрідріх Газенорль у своїй роботі приходить до висновку, що наявність у порожнині випромінювання виявляється у тому числі і так, ніби маса порожнини збільшилася.

Альберт Ейнштейн сформулював принцип еквівалентності енергії та маси в найзагальнішому вигляді

У 1905 році з'являється відразу цілий ряд основоположних робіт Альберта Ейнштейна, у тому числі і робота, присвячена аналізу залежності інертних властивостей тіла від його енергії. Зокрема, при розгляді випускання масивним тілом двох «кількостей світла» у цій роботі вперше вводиться поняття енергії спокою тіла і робиться наступний висновок:
| Маса тіла є міра утримання енергії у цьому тілі, якщо енергія змінюється на величину L, то маса змінюється відповідно на величину L/9×1020, причому тут енергія вимірюється в ергах, а маса — в грамах… Якщо теорія відповідає фактам, то випромінювання переносить інерцію між випромінюючими і поглинаючими тілами Оригінальний текст (нім.) [Die Masse eines Körpers ist ein Maß für dessen Energieinhalt; ändert sich die Energie um L, so ändert sich die Masse in demselben Sinne um L/9×1020 wenn die Energie in Erg und die Masse in Grammen gemessen wird… Wenn die Theorie den Tatsachen entspricht, so überträgt die Strahlung trägheit zwischen den emittierenden und absorbierenden Körpern] Помилка: [undefined] Помилка: {{Lang}}: немає тексту (допомога): текст вже має курсивний шрифт (допомога) |

У 1906 році Ейнштейн вперше говорить про те, що закон збереження маси є всього лише окремим випадком закону збереження енергії.
У більш повній мірі принцип еквівалентності маси і енергії був сформульований Ейнштейном у роботі 1907, у якій він пише
| …спрощене припущення {\displaystyle \mu V^{2}=}ε0 є одночасно виразом принципу еквівалентності маси і енергії… Оригінальний текст (нім.) […daß die vereinfachende Festsetzung {\displaystyle \mu V^{2}=} ε0 zugleich der Ausdruck des Prinzipes der Äquivalenz von Masse und Energie ist…] Помилка: [undefined] Помилка: {{Lang}}: немає тексту (допомога): текст вже має курсивний шрифт (допомога) |

Під спрощеним припущенням тут мається на увазі вибір довільної постійної у виразі для енергії. У більш докладній статті, що вийшла в тому ж році, Ейнштейн зауважує, що енергія є також і мірою гравітаційної взаємодії тіл.
У 1911 році виходить робота Ейнштейна, присвячена гравітаційному впливу масивних тіл на світло. У цій роботі їм приписується фотону інертна і гравітаційна маса, що дорівнює {\displaystyle E/c^{2}} і для величини відхилення променя світла у полі тяжіння Сонця виводиться значення 0,83 дугової секунди, що у два рази менше правильного значення, отриманого ним же пізніше на основі розвинутої загальної теорії відносності. Цікаво, що те ж саме половинне значення було отримано Зольднером ще у 1804 році, але його робота залишилася непоміченою.
Експериментально еквівалентність маси і енергії було вперше продемонстровано у 1933 році. У Парижі Ірен та Фредерік Жоліо-Кюрі зробили фотографію процесу перетворення кванта світла, що несе енергію, у дві частинки, які мають ненульову масу. Приблизно у той же час у Кембриджі Джон Кокрофт та Ернест Томас Синтон Волтон спостерігали виділення енергії при діленні атома на дві частини, сумарна маса яких виявилася меншою, ніж маса вихідного атома.

## Вплив на культуру
З моменту відкриття формула {\displaystyle E=mc^{2}} стала однією з найвідоміших фізичних формул і є символом теорії відносності. Незважаючи на те, що історично формула була вперше запропонована не Альбертом Ейнштейном, зараз вона асоціюється виключно з його ім'ям, наприклад, саме ця формула була використана як назва телевізійної біографії відомого вченого, що вийшла у 2005 році. Популярності формули сприяло широке використання популяризаторами науки контрінтуїтивний висновок, що маса тіла збільшується зі збільшенням його швидкості. Крім того, з цією ж формулою асоціюється потужність атомної енергії. Так, у 1946 році журнал «Time» на обкладинці зобразив Ейнштейна на тлі гриба ядерного вибуху з формулою {\displaystyle E=mc^{2}} на ньому.

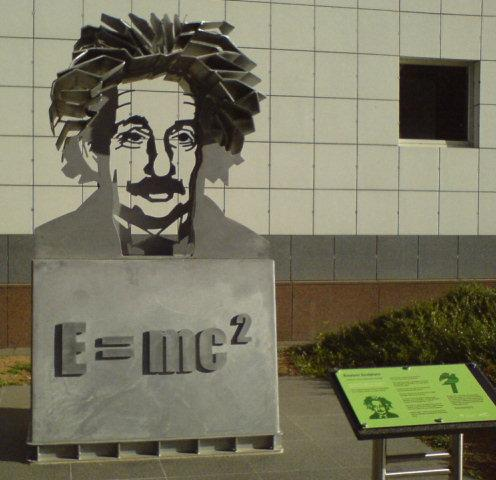
Бюст Ейнштейна в австралійському Центрі науки і техніки Квестакон[en]
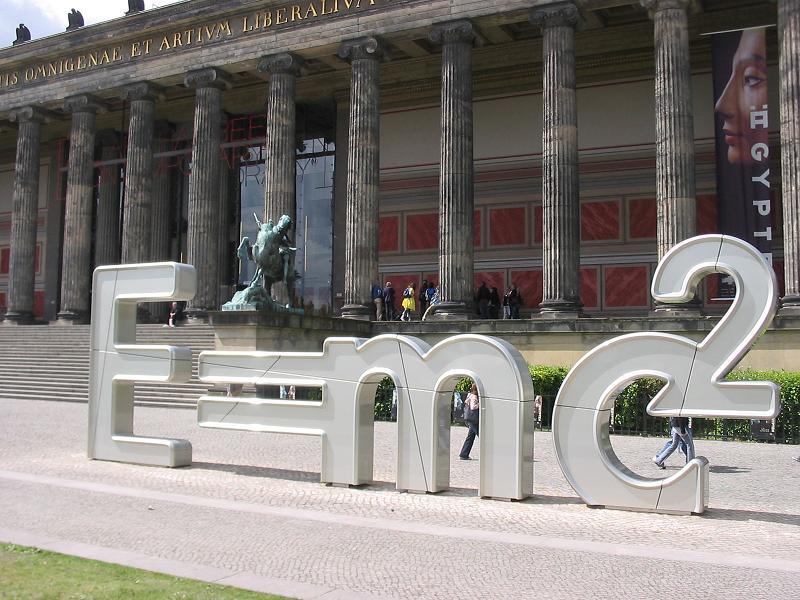
«Теорія відносності», одна з шести скульптур в ансамблі Walk of Ideas у Берліні